# WTA 125 2022
Il WTA 125 2022 è il secondo livello professionistico di tennis femminile, dopo il WTA Tour 2022. Per il 2022 è costituito da ventiquattro tornei, il montepremi per torneo è di 115000 $.

## Calendario
| Settimana    | Torneo | Campionesse                                              | Finaliste                               | Semifinaliste                           | Eliminate ai quarti                                                         |
| ------------ | --- | -------------------------------------------------------- | --------------------------------------- | --------------------------------------- | --------------------------------------------------------------------------- |
| 28 marzo     | AnyTech365 Andalucía Open Marbella, Spagna 115000 $ – Terra rossa – 32S/8D Singolare – Doppio                        | Mayar Sherif 7–6(1), 6–4                                 | Tamara Korpatsch                        | Danka Kovinić Océane Dodin              | Martina Trevisan Anna Karolína Schmiedlová Panna Udvardy Rebeka Masarova    |
| 28 marzo     | AnyTech365 Andalucía Open Marbella, Spagna 115000 $ – Terra rossa – 32S/8D Singolare – Doppio                        | Irina Bara Ekaterine Gorgodze 6–4, 3–6, [10–6]           | Vivian Heisen Katarzyna Kawa            | Danka Kovinić Océane Dodin              | Martina Trevisan Anna Karolína Schmiedlová Panna Udvardy Rebeka Masarova    |
| 2 maggio     | L'Open 35 de Saint-Malo Saint-Malo, Francia 115000 $ – Terra rossa – 32S/16Q/16D Singolare – Doppio                  | Beatriz Haddad Maia 7-6(3), 6-3                          | Anna Blinkova                           | Maryna Zanevs'ka Magdalena Fręch        | Madison Brengle Claire Liu Bernarda Pera Magda Linette                      |
| 2 maggio     | L'Open 35 de Saint-Malo Saint-Malo, Francia 115000 $ – Terra rossa – 32S/16Q/16D Singolare – Doppio                  | Eri Hozumi Makoto Ninomiya 7-6(1), 6-1                   | Estelle Cascino Jessika Ponchet         | Maryna Zanevs'ka Magdalena Fręch        | Madison Brengle Claire Liu Bernarda Pera Magda Linette                      |
| 9 maggio     | Trophee Lagardère Parigi, Francia 115000 $ – Terra rossa – 32S/8Q/16D Singolare – Doppio                             | Claire Liu 6-3, 6-4                                      | Beatriz Haddad Maia                     | Kaia Kanepi Ana Bogdan                  | Donna Vekić Varvara Gračëva Elsa Jacquemot Magdalena Fręch                  |
| 9 maggio     | Trophee Lagardère Parigi, Francia 115000 $ – Terra rossa – 32S/8Q/16D Singolare – Doppio                             | Beatriz Haddad Maia Kristina Mladenovic 5-7, 6-4, [10-4] | Oksana Kalašnikova Miyu Katō            | Kaia Kanepi Ana Bogdan                  | Donna Vekić Varvara Gračëva Elsa Jacquemot Magdalena Fręch                  |
| 9 maggio     | Liqui Moly Open Karlsruhe, Germania 115000 $ – Terra rossa – 32S/8D Singolare – Doppio                               | Mayar Sherif 6-2, 6-4                                    | Bernarda Pera                           | Anna-Lena Friedsam Anna Bondár          | Dalma Gálfi Mai Hontama Eva Lys Panna Udvardy                               |
| 9 maggio     | Liqui Moly Open Karlsruhe, Germania 115000 $ – Terra rossa – 32S/8D Singolare – Doppio                               | Mayar Sherif Panna Udvardy 5-7, 6-4, [10-2]              | Jana Sizikova Alison Van Uytvanck       | Anna-Lena Friedsam Anna Bondár          | Dalma Gálfi Mai Hontama Eva Lys Panna Udvardy                               |
| 31 maggio    | Makarska Open Makarska, Croazia 115000 $ – Terra rossa – 32S/16Q/8D Singolare – Doppio                               | Jule Niemeier 7-5, 6-1                                   | Elisabetta Cocciaretto                  | Anna Karolína Schmiedlová Linda Nosková | Olga Danilović Clara Burel Tara Würth Anastasija Gasanova                   |
| 31 maggio    | Makarska Open Makarska, Croazia 115000 $ – Terra rossa – 32S/16Q/8D Singolare – Doppio                               | Dalila Jakupovič Tena Lukas 5-7, 6-2, [10-5]             | Olga Danilović Aleksandra Krunić        | Anna Karolína Schmiedlová Linda Nosková | Olga Danilović Clara Burel Tara Würth Anastasija Gasanova                   |
| 6 giugno     | Open Internacional de Valencia Valencia, Spagna 115000 $ – Terra rossa – 32S/16Q/8D Singolare – Doppio               | Zheng Qinwen 6-4, 4-6, 6-3                               | Wang Xiyu                               | Nuria Párrizas Díaz Mirjam Björklund    | Julia Grabher Réka Luca Jani Arantxa Rus Viktorija Tomova                   |
| 6 giugno     | Open Internacional de Valencia Valencia, Spagna 115000 $ – Terra rossa – 32S/16Q/8D Singolare – Doppio               | Aliona Bolsova Rebeka Masarova 6-0, 6-3                  | Aleksandra Panova Arantxa Rus           | Nuria Párrizas Díaz Mirjam Björklund    | Julia Grabher Réka Luca Jani Arantxa Rus Viktorija Tomova                   |
| 13 giugno    | Veneto Open Internazionali Confindustria Venezia e Rovigo Gaiba, Italia 115000 $ – Erba – 32S/16D Singolare – Doppio | Alison Van Uytvanck 6-4, 6-3                             | Sara Errani                             | Harmony Tan Diane Parry                 | Ylena In-Albon Ana Bogdan Tatjana Maria Kateryna Baindl                     |
| 13 giugno    | Veneto Open Internazionali Confindustria Venezia e Rovigo Gaiba, Italia 115000 $ – Erba – 32S/16D Singolare – Doppio | Madison Brengle Claire Liu 6-4, 6-3                      | Vitalija D'jačenko Oksana Kalašnikova   | Harmony Tan Diane Parry                 | Ylena In-Albon Ana Bogdan Tatjana Maria Kateryna Baindl                     |
| 4 luglio     | Nordea Open Båstad, Svezia 115000 $ – Terra rossa – 32S/16D Singolare – Doppio                                       | Jang Su-jeong 3-6, 6-3, 6-1                              | Rebeka Masarova                         | Viktorija Tomova Lauren Davis           | Mihaela Buzărnescu Panna Udvardy Rebecca Peterson Anna Karolína Schmiedlová |
| 4 luglio     | Nordea Open Båstad, Svezia 115000 $ – Terra rossa – 32S/16D Singolare – Doppio                                       | Misaki Doi Rebecca Peterson w/o                          | Mihaela Buzărnescu Irina Chromačëva     | Viktorija Tomova Lauren Davis           | Mihaela Buzărnescu Panna Udvardy Rebecca Peterson Anna Karolína Schmiedlová |
| 4 luglio     | Grand Est Open 88 Contrexéville, Francia 115000 $ – Terra rossa – 32S/8Q/16D Singolare – Doppio                      | Sara Errani 6-4, 1-6, 7-6(4)                             | Dalma Gálfi                             | Anna Bondár Cristina Bucșa              | Olivia Gadecki Jasmine Paolini Jessika Ponchet Camilla Rosatello            |
| 4 luglio     | Grand Est Open 88 Contrexéville, Francia 115000 $ – Terra rossa – 32S/8Q/16D Singolare – Doppio                      | Ulrikke Eikeri Tereza Mihalíková 7-6(8), 6-2             | Han Xinyun Aleksandra Panova            | Anna Bondár Cristina Bucșa              | Olivia Gadecki Jasmine Paolini Jessika Ponchet Camilla Rosatello            |
| 1 agosto     | Iași Open Iași, Romania 115000 $ – Terra rossa – 32S/15Q/16D Singolare – Doppio                                      | Ana Bogdan 6-2, 3-6, 6-1                                 | Panna Udvardy                           | Dar'ja Astachova Maja Chwalińska        | Paula Ormaechea Ekaterine Gorgodze Rebeka Masarova Kristina Mladenovic      |
| 1 agosto     | Iași Open Iași, Romania 115000 $ – Terra rossa – 32S/15Q/16D Singolare – Doppio                                      | Dar'ja Astachova Andreea Roșca 7-5, 5-7, [10-7]          | Réka Luca Jani Panna Udvardy            | Dar'ja Astachova Maja Chwalińska        | Paula Ormaechea Ekaterine Gorgodze Rebeka Masarova Kristina Mladenovic      |
| 8 agosto     | Thoreau Tennis Open Concord, Stati Uniti d'America 115000 $ – Cemento – 32S/16Q/16D Singolare – Doppio               | Coco Vandeweghe 6-3, 5-7, 6-4                            | Bernarda Pera                           | Wang Qiang Katrina Scott                | Clara Tauson Magdalena Fręch Taylor Townsend Katie Volynets                 |
| 8 agosto     | Thoreau Tennis Open Concord, Stati Uniti d'America 115000 $ – Cemento – 32S/16Q/16D Singolare – Doppio               | Varvara Flink Coco Vandeweghe 6-3, 7-6(3)                | Peangtarn Plipuech Moyuka Uchijima      | Wang Qiang Katrina Scott                | Clara Tauson Magdalena Fręch Taylor Townsend Katie Volynets                 |
| 15 agosto    | Odlum Brown Vancouver Open Vancouver, Canada 115000 $ – Cemento – 32S/16Q/16D Singolare – Doppio                     | Valentini Grammatikopoulou 6-2, 6-4                      | Lucia Bronzetti                         | Emma Navarro Rebecca Peterson           | Madison Brengle Chloé Paquet Maddison Inglis Victoria Jiménez Kasintseva    |
| 15 agosto    | Odlum Brown Vancouver Open Vancouver, Canada 115000 $ – Cemento – 32S/16Q/16D Singolare – Doppio                     | Miyu Katō Asia Muhammad 6-3, 7-5                         | Tímea Babos Angela Kulikov              | Emma Navarro Rebecca Peterson           | Madison Brengle Chloé Paquet Maddison Inglis Victoria Jiménez Kasintseva    |
| 5 settembre  | Open delle Puglie Bari, Italia 115000 $ – Terra rossa – 32S/16Q/16D Singolare – Doppio                               | Julia Grabher 6-4, 6-2                                   | Nuria Brancaccio                        | Réka Luca Jani Matilde Paoletti         | Panna Udvardy Elisabetta Cocciaretto Tatjana Maria Eva Vedder               |
| 5 settembre  | Open delle Puglie Bari, Italia 115000 $ – Terra rossa – 32S/16Q/16D Singolare – Doppio                               | Elisabetta Cocciaretto Olga Danilović 6-2, 6-3           | Andrea Gámiz Eva Vedder                 | Réka Luca Jani Matilde Paoletti         | Panna Udvardy Elisabetta Cocciaretto Tatjana Maria Eva Vedder               |
| 12 settembre | Țiriac Foundation Trophy Bucarest, Romania 115000 $ – Terra rossa – 32S/16Q/8D Singolare – Doppio                    | Irina-Camelia Begu 6-3, 6-3                              | Réka Luca Jani                          | Maryna Zanevs'ka Sara Errani            | Panna Udvardy Mayar Sherif Rebeka Masarova Kateryna Baindl                  |
| 12 settembre | Țiriac Foundation Trophy Bucarest, Romania 115000 $ – Terra rossa – 32S/16Q/8D Singolare – Doppio                    | Aliona Bolsova Andrea Gámiz 7-5, 6-3                     | Réka Luca Jani Panna Udvardy            | Maryna Zanevs'ka Sara Errani            | Panna Udvardy Mayar Sherif Rebeka Masarova Kateryna Baindl                  |
| 19 settembre | Budapest Open Budapest, Ungheria 115000 $ – Terra rossa – 32S/16Q/14D Singolare – Doppio                             | Tamara Korpatsch 7-6(3), 6(4)-7, 6-0                     | Viktorija Tomova                        | Océane Dodin Anna Bondár                | Lauren Davis Anna Karolína Schmiedlová Arantxa Rus Tamara Zidanšek          |
| 19 settembre | Budapest Open Budapest, Ungheria 115000 $ – Terra rossa – 32S/16Q/14D Singolare – Doppio                             | Anna Bondár Kimberley Zimmermann 6-3, 2-6, [10-5]        | Jesika Malečková Renata Voráčová        | Océane Dodin Anna Bondár                | Lauren Davis Anna Karolína Schmiedlová Arantxa Rus Tamara Zidanšek          |
| 17 ottobre   | Open Rouen Métropole Rouen, Francia 115000 $ – Cemento (i) – 32S/8Q/13D Singolare – Doppio                           | Maryna Zanevs'ka 7-6(6), 6-1                             | Viktorija Golubic                       | Varvara Gračëva Kamilla Rachimova       | Cristina Bucșa Ana Konjuh Caty McNally Kristina Mladenovic                  |
| 17 ottobre   | Open Rouen Métropole Rouen, Francia 115000 $ – Cemento (i) – 32S/8Q/13D Singolare – Doppio                           | Natela Dzalamidze Kamilla Rachimova 6-2, 7-5             | Misaki Doi Oksana Kalašnikova           | Varvara Gračëva Kamilla Rachimova       | Cristina Bucșa Ana Konjuh Caty McNally Kristina Mladenovic                  |
| 24 ottobre   | Abierto Tampico Tampico, Messico 115000 $ – Cemento – 32S/11Q/13D Singolare – Doppio                                 | Elisabetta Cocciaretto 7-6(5), 4-6, 6-1                  | Magda Linette                           | Rebecca Marino Zhu Lin                  | Elise Mertens Leylah Fernandez Kateřina Siniaková Camila Osorio             |
| 24 ottobre   | Abierto Tampico Tampico, Messico 115000 $ – Cemento – 32S/11Q/13D Singolare – Doppio                                 | Tereza Mihalíková Aldila Sutjiadi 7-5, 6-2               | Ashlyn Krueger Elizabeth Mandlik        | Rebecca Marino Zhu Lin                  | Elise Mertens Leylah Fernandez Kateřina Siniaková Camila Osorio             |
| 31 ottobre   | Dow Tennis Classic Midland, Stati Uniti d'America 115000 $ – Cemento (i) – 32S/16Q/16D Singolare – Doppio            | Caty McNally 6-3, 6-2                                    | Anna-Lena Friedsam                      | Ann Li Peyton Stearns                   | Nao Hibino Camila Osorio Katherine Sebov Sofia Kenin                        |
| 31 ottobre   | Dow Tennis Classic Midland, Stati Uniti d'America 115000 $ – Cemento (i) – 32S/16Q/16D Singolare – Doppio            | Asia Muhammad Alycia Parks 6-2, 6-3                      | Anna-Lena Friedsam Nadiia Kičenok       | Ann Li Peyton Stearns                   | Nao Hibino Camila Osorio Katherine Sebov Sofia Kenin                        |
| 7 novembre   | LP Chile Colina Open by IND Colina, Cile 115000 $ – Terra rossa – 32S/8Q/16D Singolare – Doppio                      | Mayar Sherif 3-6, 7-6(3), 7-5                            | Kateryna Baindl                         | Caroline Dolehide Danka Kovinić         | Emma Navarro Julia Grabher Victoria Jiménez Kasintseva Diana Šnaider        |
| 7 novembre   | LP Chile Colina Open by IND Colina, Cile 115000 $ – Terra rossa – 32S/8Q/16D Singolare – Doppio                      | Jana Sizikova Aldila Sutjiadi 6-1, 3-6, [10-7]           | Mayar Sherif Tamara Zidanšek            | Caroline Dolehide Danka Kovinić         | Emma Navarro Julia Grabher Victoria Jiménez Kasintseva Diana Šnaider        |
| 14 novembre  | Argentina Open Buenos Aires, Argentina 115000 $ – Terra rossa – 32S/16Q/16D Singolare – Doppio                       | Panna Udvardy 6-4, 6-1                                   | Danka Kovinić                           | María Carlé Paula Ormaechea             | Victoria Jiménez Kasintseva Sara Errani Laura Pigossi Diana Šnaider         |
| 14 novembre  | Argentina Open Buenos Aires, Argentina 115000 $ – Terra rossa – 32S/16Q/16D Singolare – Doppio                       | Irina Bara Sara Errani 6-1, 7-5                          | Jang Su-jeong You Xiaodi                | María Carlé Paula Ormaechea             | Victoria Jiménez Kasintseva Sara Errani Laura Pigossi Diana Šnaider         |
| 21 novembre  | Montevideo Open Montevideo, Uruguay 115000 $ – Terra rossa – 32S/8Q/16D Singolare – Doppio                           | Diana Šnaider 6-4, 6-4                                   | Léolia Jeanjean                         | Kateryna Baindl İpek Öz                 | Clara Burel Hailey Baptiste Dar'ja Astachova Irina Bara                     |
| 21 novembre  | Montevideo Open Montevideo, Uruguay 115000 $ – Terra rossa – 32S/8Q/16D Singolare – Doppio                           | Ingrid Gamarra Martins Luisa Stefani 7-5, 6(6)-7, [10-6] | Quinn Gleason Elixane Lechemia          | Kateryna Baindl İpek Öz                 | Clara Burel Hailey Baptiste Dar'ja Astachova Irina Bara                     |
| 28 novembre  | Crèdit Andorrà Open Andorra la Vella, Andorra 115000 $ – Cemento (i) – 32S/8D Singolare – Doppio                     | Alycia Parks 6-1, 6-4                                    | Rebecca Peterson                        | Ana Konjuh Cristina Bucșa               | Zhang Shuai Weronika Falkowska Sabine Lisicki Alison Van Uytvanck           |
| 28 novembre  | Crèdit Andorrà Open Andorra la Vella, Andorra 115000 $ – Cemento (i) – 32S/8D Singolare – Doppio                     | Cristina Bucșa Weronika Falkowska 7-6(4), 6-1            | Angelina Gabueva Anastasija Zacharova   | Ana Konjuh Cristina Bucșa               | Zhang Shuai Weronika Falkowska Sabine Lisicki Alison Van Uytvanck           |
| 5 dicembre   | Open P2i Angers Arena Loire Angers, Francia 115000 $ – Cemento (i) – 32S/16Q/8D Singolare – Doppio                   | Alycia Parks 6-4, 4-6, 6-4                               | Anna-Lena Friedsam                      | Jessika Ponchet Anhelina Kalinina       | Markéta Vondroušová Clara Burel Emeline Dartron Clara Tauson                |
| 5 dicembre   | Open P2i Angers Arena Loire Angers, Francia 115000 $ – Cemento (i) – 32S/16Q/8D Singolare – Doppio                   | Alycia Parks Zhang Shuai 6-2, 6-2                        | Miriam Kolodziejová Markéta Vondroušová | Jessika Ponchet Anhelina Kalinina       | Markéta Vondroušová Clara Burel Emeline Dartron Clara Tauson                |
| 12 dicembre  | Open BLS de Limoges Limoges, Francia 115000 $ – Cemento (i) – 32S/8Q/8D Singolare – Doppio                           | Anhelina Kalinina 6-3, 5-7, 6-4                          | Clara Tauson                            | Anna Blinkova Lucia Bronzetti           | Zhang Shuai Ana Bogdan Varvara Gračëva Clara Burel                          |
| 12 dicembre  | Open BLS de Limoges Limoges, Francia 115000 $ – Cemento (i) – 32S/8Q/8D Singolare – Doppio                           | Oksana Kalašnikova Marta Kostjuk 7-5, 6-1                | Alicia Barnett Olivia Nicholls          | Anna Blinkova Lucia Bronzetti           | Zhang Shuai Ana Bogdan Varvara Gračëva Clara Burel                          |